# La maschera e il volto (film 1942)
La maschera e il volto è un film del 1942 diretto da Camillo Mastrocinque. 
Fu girato a Cinecittà ed uscì nelle sale nel dicembre del 1942.

## Trama
Tratto dall'omonima commedia scritta da Luigi Chiarelli nel 1913, e ambientata da Mastrocinque in piena epoca Belle epoque, La Maschera e il volto racconta la vicenda di Paolo Grazia, inflessibile nel suo onore al punto che non esita a dichiarare che, qualora fosse a conoscenza del fatto che la moglie lo stia tradendo, non esiterebbe ad ucciderla. E il caso vuole che questa sua idea divenga una realtà, almeno in apparenza. L'uomo, a dispetto delle sue iniziali dichiarazioni, non ha il coraggio di uccidere la moglie e, incapace di mantenere i suoi propositi e, per evitare che i suoi amici sappiano di quello che per lui è un atto di codardia, decide di far partire segretamente la moglie, facendo credere a tutti di averla in realtà uccisa. L'uomo subisce quindi un processo per l'omicidio e l'occultamento di cadavere della donna ma viene infine assolto per l'attenuante del delitto d'onore. Dopo qualche tempo la moglie si rifà viva, non sopportando l'idea di essere stata screditata, provando non soltanto di essere ancora viva ma di essere anche innocente dell'accusa di adulterio. A questo punto Paolo dovrà sottoporsi ad un ennesimo processo, stavolta per aver simulato un reato mai avvenuto.

## Promozione

### Manifesti e locandine
La realizzazione dei manifesti del film fu affidata al pittore cartellonista Anselmo Ballester.
- Il bozzetto

## Accoglienza

### Critica
" È passato molto Pirandello sotto i ponti e La maschera e il volto ha perso molto di quel suo profumo di audacia. Il grottesco, il misterioso grottesco di Chiarelli è diventata una leggiadra farsa. Vale dunque la pena di vedere questa riduzione di La maschera e il volto in salsa piccante. Gli elementi più suggestivi sono i corsetti neri delle ragazze della casa di mode e il corpo molto ben fatto della Solari. Mastrocinque questa volta può stropicciarsi le mani, soddisfatto." (Diego Calcagno in Film del 19 dicembre 1942)